# 秉前环毛蚓
秉前環毛蚓（二名法：Pheretima praepinguis，亦稱爲峨眉山大蚯蚓）是環毛蚓屬下的一個種。秉前環毛蚓長約半米，生活在四川的峨眉山地區，是峨眉山的特色物種之一。秉前環毛蚓俗稱「透地龍」。根據中醫理論，秉前環毛蚓可以當作中藥材地龍入藥。

## 歷史
1931年，動物學家陳義對一種採自峨眉山的蚯蚓標本進行了研究，並認定該標本應爲直隸環毛蚓（Pheretima tschiliensis）。但隨後G.E.蓋茨的一項研究表明，陳義所報告的峨眉山蚯蚓雖然與直隸環毛蚓相似，但是仍然有一些區別。比如兩種蚯蚓頂葉內陷（parietal invaginations）中的原發性精囊孔位置不同。他隨後將這種峨眉山的蚯蚓命名爲「Pheretima praepinguis」，即秉前環毛蚓。雖然陳義在他一篇發表於1936年的文章中堅持認爲所謂的秉前環毛蚓就是直隸環毛蚓，但目前秉前環毛蚓這個學名已被大部分的研究者認同、採用。